# Подґай (Александровський повіт)
Подґай (пол. Podgaj) — село в Польщі, у гміні Александрув-Куявський Александровського повіту Куявсько-Поморського воєводства.
Населення — 210 осіб (2011).
У 1975-1998 роках село належало до Влоцлавського воєводства.

## Демографія
Демографічна структура станом на 31 березня 2011 року:
|          | Загалом | Допрацездатний вік | Працездатний вік | Постпрацездатний вік |
| -------- | ------- | ------------------ | ---------------- | -------------------- |
| Чоловіки | 102     | 26                 | 68               | 8                    |
| Жінки    | 108     | 27                 | 54               | 27                   |
| Разом    | 210     | 53                 | 122              | 35                   |